# Jakob Thomasius

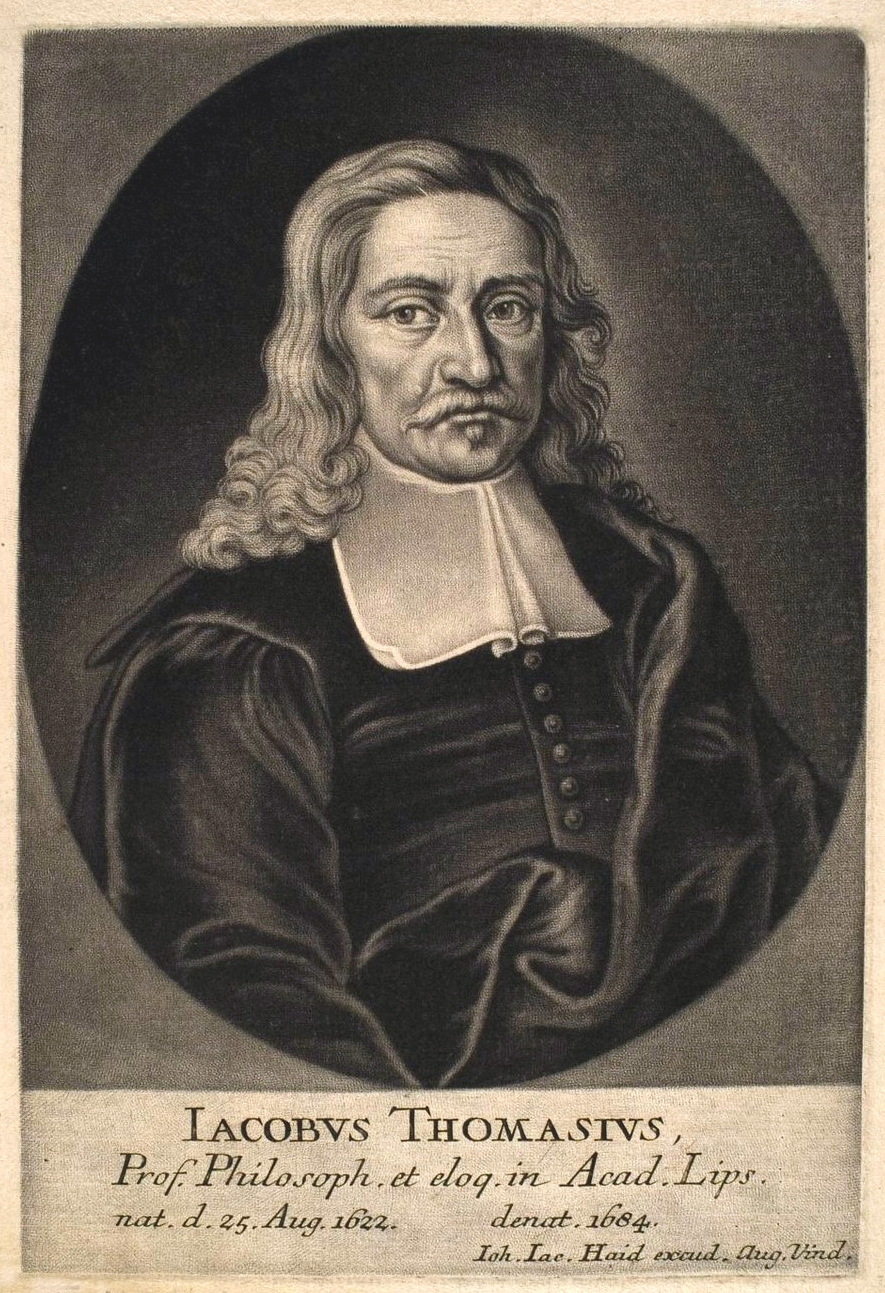
Jakob Thomasius

Jakob Thomasius (* 27. August 1622 in Leipzig; † 9. September 1684 ebenda) war ein sächsischer Lehrer und  Philosoph (Aristoteliker) und Humanist. Er wirkte als Rektor der Nikolaischule, der Thomasschule und der Universität Leipzig. Seine bekanntesten Schüler waren Gottfried Wilhelm Leibniz und sein Sohn Christian Thomasius.

## Leben
Jakob Thomasius entstammt einer fränkischen Juristenfamilie. Er wurde 1622 als Sohn des Juristen Michael Thomasius in Leipzig geboren. Sein Bruder war der Jurist Johann Thomasius. Ausgebildet wurde er zunächst von einem Hauslehrer, von 1638 bis 1640 auf dem Gymnasium zu Gera. Danach studierte er Philosophie, Philologie und Mathematik u. a. bei August Buchner, Johann Sperling und Johannes Scharff an der Universität Leipzig und der Universität Wittenberg. 1642 erhielt er den Baccalaureus und 1643 den Magister der Philosophie in Leipzig.

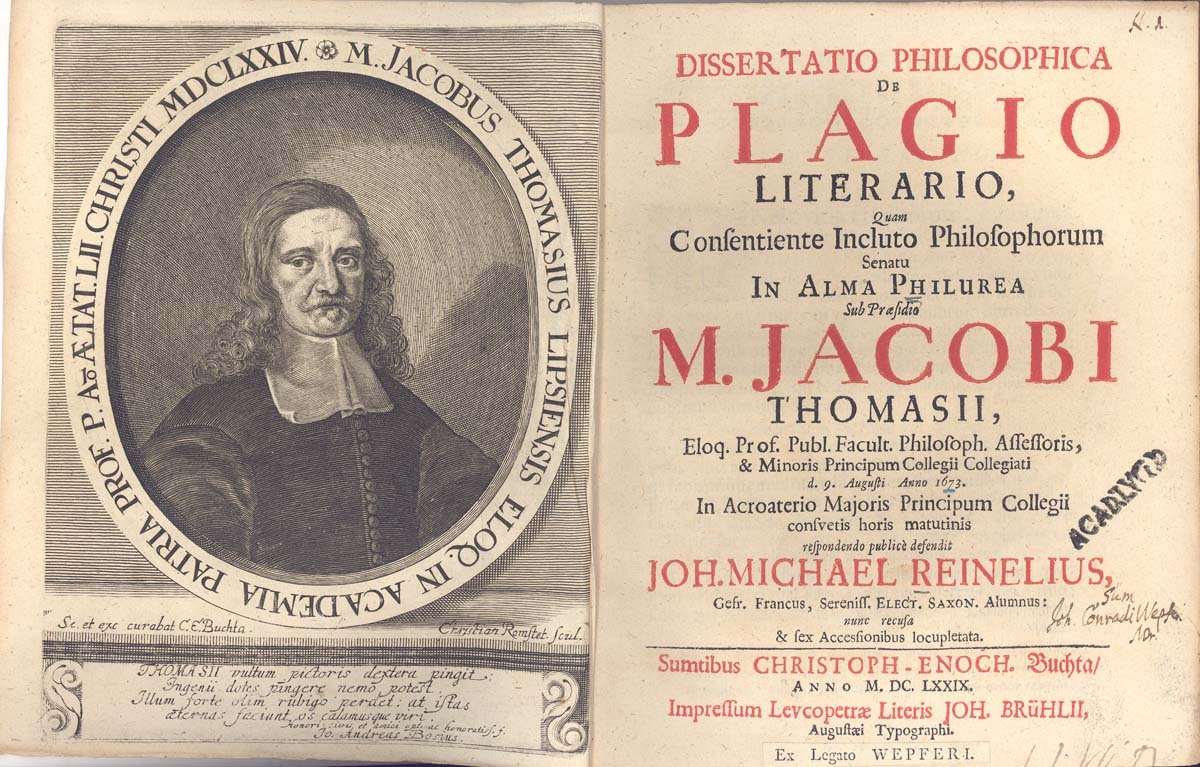
Thomasius als praeses an der Universität Leipzig (1679)

1646 wurde er Assessor an der Philosophischen Fakultät. Ab 1648 lehrte er an der Nikolaischule, wo er von 1650 bis 1653 Konrektor war. 1653 wurde er als Nachfolger von Friedrich Leibnütz Professor der Moralphilosophie, 1656 der Dialektik und 1659 der Rhetorik in Leipzig. Bei seinen Vorlesungen stützte er sich auf die Lehren Aristoteles. Seine bekanntesten Schüler waren Gottfried Wilhelm Leibniz und sein Sohn Christian Thomasius. Er war mehrmals Dekan der Philosophischen Fakultät und 1669 Rektor der Universität. 1670 wurde er Rektor an der Nikolaischule. Er reformierte den Unterricht, indem er die Lektüre des Neuen Testaments auf Griechisch forderte. Die Schriftsteller Vergil und Marcus Tullius Cicero hielt er für zu schwer für seine Schüler, und gegen Vergil hatte er inhaltliche Bedenken. Die Stadt würdigte ihn 1676 mit der Stelle des Rektors der bekannten Thomasschule, die er bis 1684 innehatte.
Er veröffentlichte Schriften über Philosophiegeschichte, Kirchengeschichte und klassische Literatur, u. a. einen Traktat über den Maulwurf.  (Es ist die erste deutsche Ausgabe der 1671 in Altenburg bei Enoch erschienenen lateinischen Abhandlung „De visu talparum“.)
Durch die 1683 herausgegebenen Orationes (gehalten bereits 1658) liefert Thomasius die erste historische Darstellung des Universalienproblems (vgl. Universalienstreit). Er disputierte gegen den Schriftsteller Georg Lani und stand im Briefwechsel mit dem Theologen Philipp Jacob Spener.
Er heiratete 1653 Maria Weber (Tochter von Jeremias Weber seines Zeichens Archidiakonus zu St. Nicolai und Professor Extraordinarius), die jedoch bereits 1663 verstarb. Am 19. September 1664 heiratete Thomasius erneut. Aus der Ehe mit Maria Elisabeth Eichhorn gingen zehn Kinder hervor. Zu erwähnen sind neben dem bereits genannten Christian Thomasius ebenso Johanna, die den Leipziger Universitätsprofessor Joachim Feller heiratete, Maria Elisabet, die den Leipziger Theologieprofessor Adam Rechenberg heiratete, weiterhin Dorothea Sofie, die den Leipziger Professor Christian Wagner heiratete, und schließlich Michael Thomasius sowie Sofie Magdalene.

## Veröffentlichungen (Auswahl)
- Erotemata Rhetorica pro incipientibus. Accessit pro adultis consilium de locis communibus eloquentiae studioso comparandis, Leipzig 1670.
- Orationes, partim ex umbone templi academici, partim ex auditorii philosophici recitatae, argumenti varii, Leipzig 1683. (Digitalisat)
- Physica perpetuo Dialogo, suis tamen capitibus interciso, sic adornata, ut Scientia naturalis non tantum definiendo ac dividendo, sed etiam celebrioribus attingendis controversus, idq: plana methodo nec difficili, explicetur, Leipzig 1692.
- Acta Nicolaitana et Thomana. Aufzeichnungen von Jakob Thomasius während seines Rektorates an der Nikolai- und Thomasschule zu Leipzig (1670–1684). Herausgegeben von Richard Sachse. J. Woerners Verlag, Leipzig 1912.
- Leibnitz-Thomasius. Correspondance 1663–1672. Bearbeitung von Richard Bodéüs, Librairie philosophique J. Vrin, Paris 1993, ISBN 978-2-7116-1145-4.
- Gesammelte Schriften (7 Banden), Herausgegeben von Walter Sparn, Hildesheim, Georg Olms, 2003–2009, (Leipzig 1676–1693, reprint).